# 托加 (卡斯特利翁省)
托加，是西班牙瓦伦西亚自治区卡斯特利翁省的一个市镇。总面积14平方公里，总人口80人（2001年），人口密度6人/平方公里。